# L'arresto di Diabolik
L'arresto di Diabolik è il terzo albo della prima serie a fumetti di Diabolik, pubblicato il 1º marzo 1963. Si tratta del primo numero della serie in cui compare il personaggio di Eva Kant che da allora divenne l'inseparabile compagna del protagonista. A partire dall'introduzione del personaggio di Eva, che rimarrà, in qualità di compagna, costantemente suo comprimario in tutte le storie successive cancellando la fama di donnaiolo che accompagnava il protagonista nelle prime storie, viene abbandonata anche l'idea che Diabolik abbia un alter ego definito, per poter agire a volto scoperto: nei primi due episodi, infatti, la vera identità di Diabolik era quella di Walter Dorian ma, a causa della scoperta di questa identità e del suo vero volto, dagli episodi successivi assumerà identità sempre diverse, indossando ogni volta una maschera differente. Compare inoltre per la prima volta un rifugio, altra caratteristica ricorrente della serie a fumetti. Così come i precedenti Il re del terrore e L'inafferrabile criminale, anche in quest'albo la trama deve molto alla saga di Fantômas, in particolare alla parte finale del primo romanzo della serie e il titolo stesso dell'albo richiama quello de L'arrestation de Fantomas (L'arresto di Fantomas) la cui copertina originale ricalca da vicino quella dell'albo.

## Trama
Diabolik ha preso il posto di un cameriere dell'hotel in cui alloggerà Lady Eva Kant per rubarle il famigerato Diamante Rosa; quando lei lo sorprenderà per puro caso nella sua camera, e gli rivelerà che il diamante è falso, tra i due scoppia subito una rovente passione, nonostante lui, sotto le mentite spoglie di Walter Dorian, abbia una relazione con Elizabeth Gay, ed Eva sia corteggiata insistentemente da George Caron, segretario del ministro della giustizia che la ricatta con la minaccia di divulgare il suo torbido passato.
Proprio quando stanno per fuggire insieme, Ginko riesce ad arrestare Diabolik grazie alle rivelazioni di Elizabeth, che ha per puro caso scoperto il rifugio segreto del criminale.
Durante il processo, Eva Kant e Diabolik riescono a comunicare con l'alfabeto morse, e lei ha dunque accesso ai rifugi segreti del criminale.
Corrompendo un secondino del carcere in cui è detenuto, Eva riesce ad avere un'ora a disposizione per incontrare il suo amato, passata la quale Diabolik ritorna in carcere; all'alba del giorno dopo sale sul patibolo. Troppo tardi Ginko si accorge di qualcosa che non va: ad essere decapitato, con una maschera di Diabolik sul volto e una potente droga in corpo, è stato George Caron. Eva Kant e Diabolik sono già lontani.

## Storia editoriale
L'albo venne pubblicato a marzo 1963 ed è il terzo della serie; venne scritto come tutti quelli del periodo da Angela e Luciana Giussani mentre i disegni furono realizzati da Luigi Marchesi. L'immagine in copertina presenta come di consueto l'intestazione su un campo nero grondante su sfondo giallo. Diabolik ha i polsi incatenati e il suo sguardo pare spaventato. Alle sue spalle v'è la ghigliottina, la cui mannaia cala violentemente e il volto di lady Eva Kant appare dietro lo strumento di morte, colorato in giallo, ma con gli occhi verde smeraldo ben evidenziati. In quarta di copertina è ritratta sempre Eva Kant, con i capelli non ancora raccolti nel tradizionale chignon che la caratterizza. Il nome LADY KANT è riportato in cima all'effigie.

### Sequel e remake
La storia avrà due veri e propri seguiti: il primo è proprio l'albo successivo, Atroce vendetta; il secondo sequel vedrà la luce quarant'anni dopo, nella storia pubblicata nella serie Il Grande Diabolik dal titolo L'ombra del giustiziere, uscita nell'estate 2004.
Nel primo episodio, ambientato pochi mesi dopo la fuga di Diabolik e Eva, viene raccontata la tremenda vendetta del Re del Terrore nei confronti della sua ex fidanzata Elisabeth. Nel secondo, che si svolge ai giorni nostri, viene messo in luce ciò che accadde al boia e ai secondini di Diabolik dopo la sua fuga, causata da un loro errore.
Inoltre un breve accenno a questo episodio viene fatto in Gli anni perduti nel sangue, un altro albo annuale: in esso viene narrato che, durante il suo arresto, Diabolik dichiarò di aver ucciso il vero Walter Dorian (la sua identità alternativa). Come il primo e il secondo, anche questo terzo episodio di Diabolik ha avuto una specie di remake: nell'albo Ricordo del Passato Eva, nell'anniversario del suo incontro con Diabolik, rievoca l'accaduto. Per l'occasione, molte tavole della storia originale sono state ridisegnate da Enzo Facciolo; in più la sceneggiatura è stata lievemente cambiata in modo da aggiungere alcuni particolari sulla vita di Eva prima di Diabolik.
Nel 2012, infine, l'episodio ha avuto un secondo remake nella collana di speciali primaverili Il Grande Diabolik: per l'occasione, l'intera storia (insieme al successivo numero Atroce Vendetta) è stata ridisegnata da Giuseppe Palumbo, con l'aggiunta di alcuni episodi completamente inediti, quali un incontro tra Diabolik e Eva precedente all'arrivo di quest'ultima all'albergo.
Inoltre sono stati aggiunti riferimenti al passato dei due personaggi scoperto nei numeri della stessa collana, in particolare nel fondamentale Eva Kant: Quando Diabolik non c'era.
Un brevissimo accenno alla storia è fatto anche nel GDK del 2013, Addio, mia amata complice, nel quale vengono ridisegnate alcune vignette.

### Retcon
L'episodio è stato negli anni soggetto ad alcune operazioni di retcon, che hanno contribuito a chiudere alcuni buchi della sceneggiatura originale e/o a farlo rientrare nella continuity della serie, nel frattempo sviluppatasi; in alcuni casi sono invece stati aggiunti eventi anteriori o successivi a quelli raccontati nell'albo.
In un albetto promozionale del 2009 dal titolo A Prima Vista veniva per esempio narrato come il criminale avrebbe avvicinato la lady subito dopo il suo arrivo a Clerville, in aeroporto, travestito da Ginko allo scopo di estorcerle informazioni utili al colpo.
Questo breve episodio è stato considerato non canonico per diversi anni, poiché, oltre a non essere mai apparso in edicola, contraddiceva il fatto che il primo incontro tra Diabolik e Eva sia avvenuto all'Hotel Excelsior, e creava dunque incongruenze con l'inizio della storia originale.
Le stesse tavole sono ricomparse nel Grande Diabolik 1/2013, dove questo episodio veniva esteso e i buchi corretti (in una sorta di retcon della retcon): in realtà sarebbero i due stessi criminali a non considerare quello il loro primo incontro ufficiale poiché non si erano riconosciuti.

## Altri media
Il racconto del fumetto appare nuovamente nell'adattamento cinematografico del 2021, diretto dai Manetti Bros. (primo film della trilogia cinematografica dedicata al Re del Terrore). Gli interpreti del film sono Luca Marinelli (Diabolik), Miriam Leone (Eva Kant), Valerio Mastandrea (Ginko), Serena Rossi (Elisabeth Gay) e Alessandro Roja (Giorgio Caron).

## Citazioni
Nell'albo di Zagor La trama del ragno, uscito nel 2003, il criminale Mortimer sfugge all'impiccagione in modo del tutto analogo a Diabolik: anch'egli, infatti, fa giustiziare al suo posto un'altra persona a cui un complice aveva fatto assumere le sue sembianze dopo averla drogata.